# Галлий
| 31         | Галлий |
| Ga69,723   |        |
| 3d104s24p1 |        |

Га́ллий (химический символ — Ga, от лат. Gallium) — химический элемент 13-й группы (по устаревшей классификации — главной подгруппы третьей группы, IIIA), четвёртого периода периодической системы химических элементов Д. И. Менделеева, с атомным номером 31.
Простое вещество галлий — это мягкий хрупкий металл серебристо-белого (по другим данным светло-серого) цвета с синеватым оттенком.

## История
Существование галлия было научно предсказано Д. И. Менделеевым. При создании периодической системы химических элементов в 1869 г. он, основываясь на открытом им Периодическом законе, оставил вакантные места в третьей группе для неизвестных элементов — аналогов алюминия и кремния (экаалюминий и экасилиций). Менделеев, основываясь на свойствах соседних, хорошо изученных элементов, достаточно точно описал не только важнейшие физические и химические свойства, но и метод открытия — спектроскопию. В частности, в статье, датированной 11 декабря (29 ноября по старому стилю) 1870 года, опубликованной в «Журнале Русского химического общества», Менделеев указал, что атомный вес экаалюминия близок к 68, удельный вес около 6 г/см3.
| Свойство              | Экаалюминий | Галлий      |
| --------------------- | ----------- | ----------- |
| Атомная масса         | ~68         | 69.723      |
| Удельный вес          | 5.9 г/см3   | 5.904 г/см3 |
| Температура плавления | Низкая      | 29.767 °C   |
| Формула оксида        | M2O3        | Ga2O3       |
| Плотность оксида      | 5.5 г/см3   | 5.88 г/см3  |
| Гидроксид             | амфотерный  | амфотерный  |
Вскоре галлий был открыт, выделен в виде простого вещества и изучен французским химиком Полем Эмилем Лекоком де Буабодраном. 20 сентября 1875 года. На заседании Парижской академии наук было зачитано письмо Лекока де Буабодрана об открытии нового элемента и изучении его свойств. В письме сообщалось, что 27 августа 1875 года между 3 и 4 часами вечера он обнаружил признаки нового простого тела в образце цинковой обманки, привезённом из рудника Пьерфитт в долине Аржелес (Пиренеи). Так, исследуя спектр образца, Лекок де Буабодран выявил две новые фиолетовые линии, соответствующие длинам волн 404 и 417 нм и свидетельствующие о присутствии в минерале неизвестного элемента. В этом же письме он предложил назвать новый элемент Gallium. Выделение элемента было сопряжено с немалыми трудностями, поскольку содержание нового элемента в руде было меньше 0,2 %. В итоге Лекоку де Буабодрану удалось получить новый элемент в количестве менее 0,1 г и исследовать его. По свойствам новый элемент оказался сходен с цинком.
Бурный восторг вызвало сообщение о названии элемента в честь Франции, по её римскому наименованию. Менделеев, узнав об открытии из опубликованного доклада, обнаружил, что описание нового элемента почти в точности совпадает с описанием предсказанного им ранее экаалюминия. Об этом он отправил письмо Лекоку де Буабодрану, указав, что плотность нового металла определена неверно и должна быть 5,9—6,0, а не 4,7 г/см3. Тщательная проверка показала правоту Менделеева, а сам Лекок де Буабодран писал по этому поводу:

Я думаю…, нет необходимости указывать на исключительное значение, которое имеет плотность нового элемента в отношении подтверждения теоретических взглядов Менделеева— Цит. по 
Открытие галлия и последовавшие вскоре открытия германия и скандия укрепило позиции Периодического закона, ярко продемонстрировав его прогностический потенциал. Менделеев называл Лекока де Буабодрана одним из «укрепителей периодического закона».

## Происхождение названия
Поль Эмиль Лекок де Буабодран назвал элемент в честь своей родины Франции, по её латинскому названию — Галлия (Gallia).
Существует недокументированная легенда, что в названии элемента его первооткрыватель неявно увековечил и свою фамилию (Lecoq). Латинское название элемента (Gallium) созвучно gallus — «петух» (лат.). Примечательно, что именно петух le coq (франц.) является символом Франции.

## Нахождение в природе
Среднее содержание галлия в земной коре — 19 г/т. Галлий — типичный рассеянный элемент, обладающий двойной геохимической природой. Ввиду близости его кристаллохимических свойств с главными породообразующими элементами (Al, Fe и др.) и широкой возможности изоморфизма с ними галлий не образует больших скоплений, несмотря на значительную величину кларка. Выделяются следующие минералы с повышенным содержанием галлия: сфалерит (0—0,1 %), магнетит (0—0,003 %), касситерит (0—0,005 %), гранат (0—0,003 %), берилл (0—0,003 %), турмалин (0—0,01 %), сподумен (0,001—0,07 %), флогопит (0,001—0,005 %), биотит (0—0,1 %), мусковит (0—0,01 %), серицит (0—0,005 %), лепидолит (0,001—0,03 %), хлорит (0—0,001 %), полевые шпаты (0—0,01 %), нефелин (0—0,1 %), гекманит (0,01—0,07 %), натролит (0—0,1 %). Концентрация галлия в морской воде 3⋅10−5 мг/л.

### Месторождения
Месторождения галлия известны в Юго-Западной Африке, России, странах СНГ.

## Физические свойства

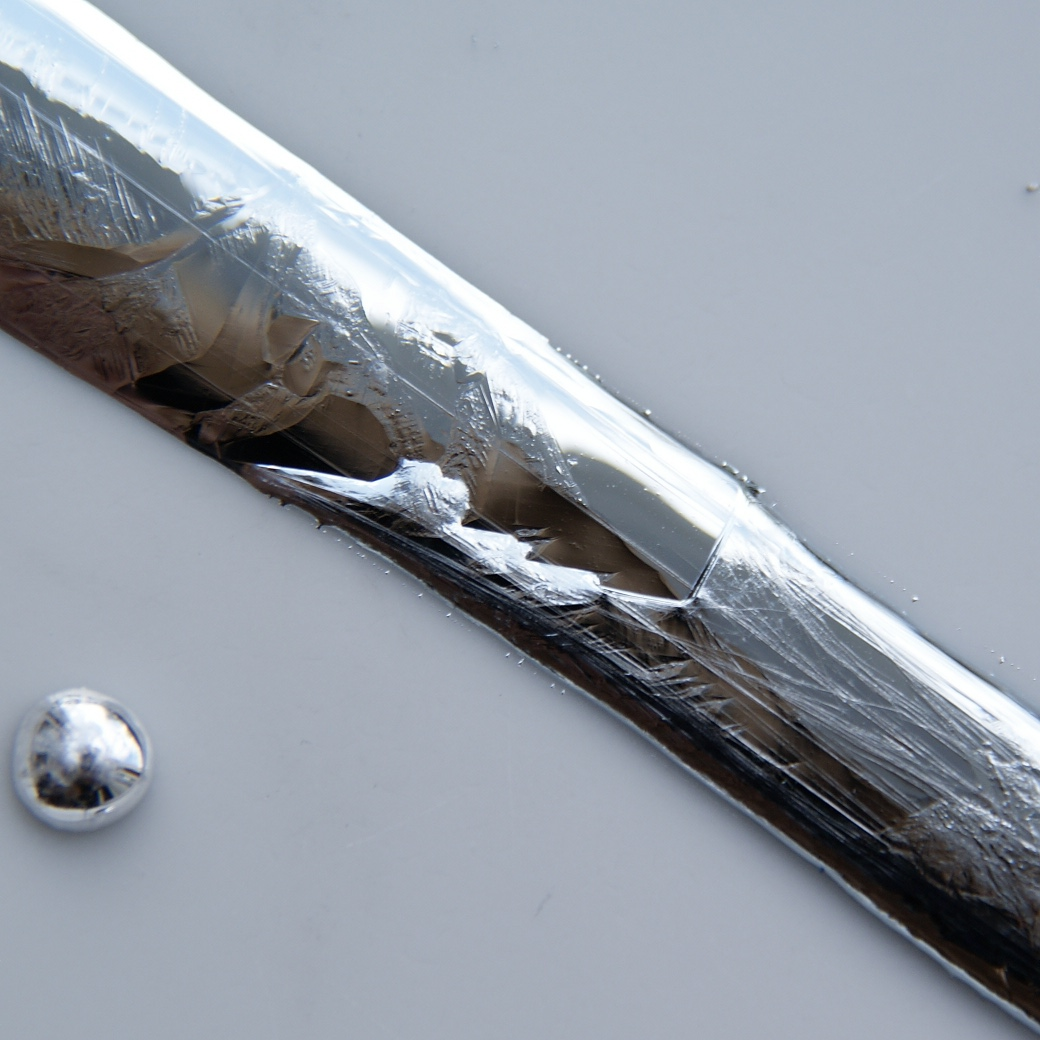
Кристаллы галлия

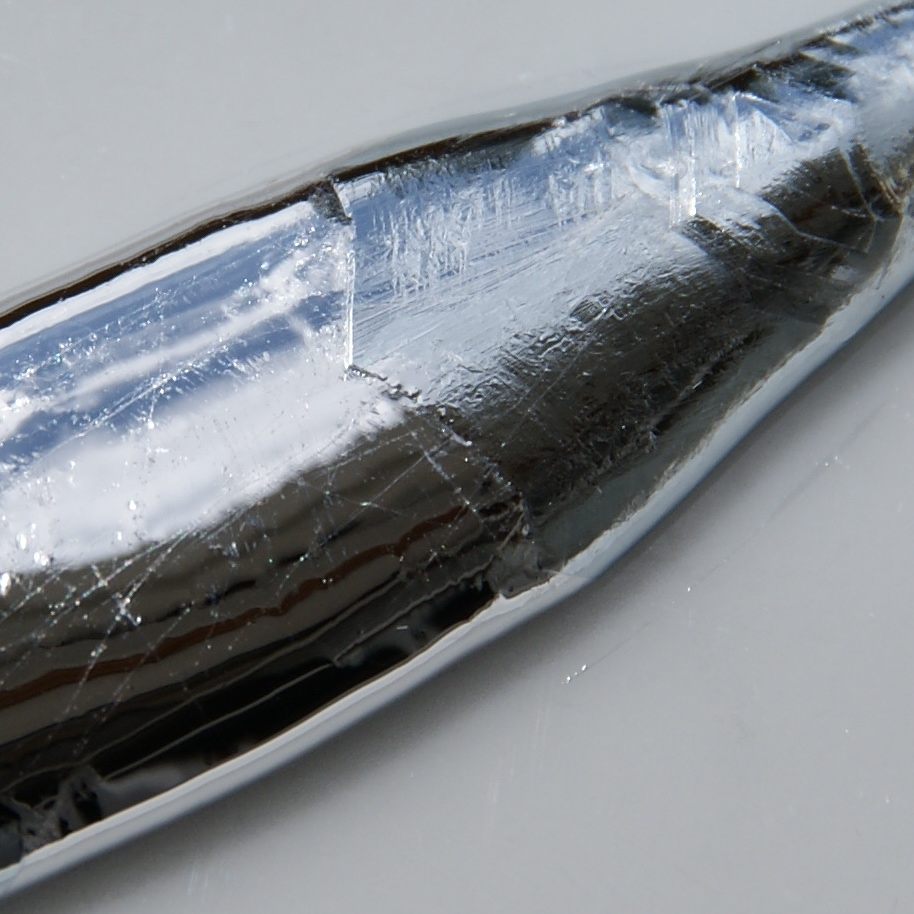
Металлический галлий

Кристаллический галлий имеет несколько полиморфных модификаций, однако термодинамически устойчивой является только одна (I), имеющая орторомбическую (псевдотетрагональную) решётку с параметрами а = 4,5186 Å, b = 7,6570 Å, c = 4,5256 Å. Другие модификации галлия (β, γ, δ, ε) кристаллизуются из переохлаждённого диспергированного металла и являются нестабильными. При повышенном давлении наблюдались ещё две полиморфные структуры галлия II и III, имеющие, соответственно, кубическую и тетрагональную решётки.
Плотность галлия в твёрдом состоянии при температуре 20 °C равна 5,904 г/см³, жидкий галлий (tпл. = 29,8 °C) имеет плотность 6,095 г/см³, то есть при затвердевании объём галлия увеличивается. Это свойство является весьма редким, его проявляют лишь немногие простые вещества и соединения (в частности, вода, кремний, германий, сурьма, висмут и плутоний). Кипит галлий при 2204 °C[уточнить]. Одной из особенностей галлия является широкий температурный интервал существования жидкого состояния (от 30 и до 2204 °C), при этом он имеет низкое давление пара при температурах до 1100—1200 °C. Удельная теплоёмкость твёрдого галлия в температурном интервале T = 0—24 °C равна 376,7 Дж/кг·К (0,09 кал/г·град.), в жидком состоянии при T = 29—100 °C удельная теплоёмкость равна 410 Дж/кг·К (0,098 кал/г·град).
Удельное электрическое сопротивление в твёрдом и жидком состоянии равны, соответственно, 53,4⋅10−6 Ом·см (при T = 0 °C) и 27,2⋅10−6 Ом·см (при T = 30 °C). Вязкость жидкого галлия при разных температурах равна 1,612 сантипуаз при T = 98 °C и 0,578 сантипуаз при T = 1100 °C. Поверхностное натяжение, измеренное при 30 °C в атмосфере водорода, равно 0,735 Н/м. Коэффициенты отражения для длин волн 4360 Å и 5890 Å составляют 75,6 % и 71,3 %, соответственно.
Энергии ионизации: Ga → Ga+ (первый электрон) 6,00 эВ, Ga+ → Ga2+ 20,510 эВ, Ga2+ → Ga3+ 30,66 эВ.

### Изотопы
Природный галлий состоит из двух стабильных изотопов 69Ga (изотопная распространённость 60,11 ат. %) и 71Ga (39,89 ат. %). Поперечное сечение захвата тепловых нейтронов равно для них 2,1 барн и 5,1 барн, соответственно.
Помимо них, известны 29 искусственных радиоактивных изотопов галлия с массовыми числами от 56Ga до 86Ga и по крайней мере 3 изомерных состояний ядер. Наиболее долгоживущие радиоактивные изотопы галлия — это 67Ga (период полураспада 3,26 суток) и 72Ga (период полураспада 14,1 часов).

## Химические свойства
Химические свойства галлия близки к свойствам алюминия, но реакции металлического галлия, как правило, идут гораздо медленнее из-за меньшей химической активности. Оксидная плёнка, образующаяся на поверхности металла на воздухе, предохраняет галлий от дальнейшего окисления.
Галлий медленно реагирует с горячей водой, вытесняя из неё водород и образуя гидроксид галлия(III):
На практике же данная реакция не происходит из-за быстрого окисления поверхности металла.

{\displaystyle {\mathsf {2Ga+6H_{2}O\rightarrow 2Ga(OH)_{3}+3H_{2}\uparrow }}}
При реакции с перегретым паром (350 °C) образуется соединение GaOOH (гидрат оксида галлия или метагаллиевая кислота):
{\displaystyle {\mathsf {2Ga+4H_{2}O{\xrightarrow {^{o}t}}2GaOOH+3H_{2}}}}
Галлий взаимодействует с минеральными кислотами с выделением водорода и образованием солей:
На практике реакция происходит только с концентрированными минеральными кислотами и значительно ускоряется при нагревании.
{\displaystyle {\mathsf {2Ga+6HCl\rightarrow 2GaCl_{3}+3H_{2}\uparrow }}}
Продуктами реакции с щелочами и карбонатами калия и натрия являются гидроксогаллаты, содержащие ионы Ga(OH)4− и Ga(OH)63− :
{\displaystyle {\mathsf {2Ga+6H_{2}O+2NaOH\rightarrow 2Na[Ga(OH)_{4}]+3H_{2}}}}
Галлий реагирует с галогенами: реакция с хлором и бромом идёт при комнатной температуре, с фтором — уже при −35 °C (около 20 °C — с воспламенением), взаимодействие с иодом начинается при нагревании.
При высоких температурах нагреванием в запаянной камере можно получить неустойчивые галогениды галлия(I) — GaCl, GaBr, GaI:
{\displaystyle {\mathsf {2Ga+GaI_{3}\xrightarrow {98^{o}C} 3GaI}}}
Галлий не взаимодействует с водородом, углеродом, азотом, кремнием и бором.
При высоких температурах галлий способен разрушать различные материалы и его действие сильнее расплава любого другого металла. Так, графит и вольфрам устойчивы к действию расплава галлия до 800 °C, алунд и оксид бериллия BeO — до 1000 °C, тантал, молибден и ниобий устойчивы до 400—450 °C.
С большинством металлов галлий образует галлиды, исключением являются висмут, а также металлы подгрупп цинка, скандия, титана. Один из галлидов V3Ga имеет довольно высокую температуру перехода в сверхпроводящее состояние 16,8 K.
Галлий образует гидридогаллаты:
{\displaystyle {\mathsf {4LiH+GaCl_{3}\rightarrow Li[GaH_{4}]+3LiCl}}}
Устойчивость ионов падает в ряду BH4− → AlH4− → GaH4−. Ион BH4− устойчив в водном растворе, AlH4− и GaH4− быстро гидролизуются:
{\displaystyle {\mathsf {[GaH_{4}]^{-}+4H_{2}O\rightarrow Ga(OH)_{3}+OH^{-}+4H_{2}\uparrow }}}
Галлийорганические соединения представлены алкильными (например, триметилгаллий) и арильными (например, трифенилгаллий) производными общей формулы GaR3, а также их галогеналкильными и галогенарильными аналогами GaHal3−nRn. Галлийорганические соединения неустойчивы к воде и воздуху, однако реагируют не так бурно, как алюминийорганические соединения.
При растворении Ga(OH)3 и Ga2O3 в кислотах образуются аквакомплексы [Ga(H2O)6]3+, поэтому из водных растворов соли галлия выделяются в виде кристаллогидратов, например, хлорид галлия GaCl3·6H2O, галлийкалиевые квасцы KGa(SO4)2·12H2O. Аквакомплексы галлия в растворах бесцветны.
Вступает в реакцию с раствором дихромата калия и концентрированной серной кислотой (не ниже 50 %) в соотношении примерно 1:1. При достижении необходимой концентрации реагирующих веществ на поверхности галлия появляется явление поверхностного натяжения, от чего из-за постоянной смены количества полученных веществ капля жидкого металла приобретает способность к «пульсации». Данные расширения и сокращения напоминают работу сердца, от чего данный опыт получил название «Галлиевое Сердце». Данная реакция не имеет никакого практического значения для науки и является показательной для этого металла.
Недавно исследователи выяснили, что ковалентные связи, которые образует галлий, в которых атомы имеют общие электроны, исчезают при плавлении, но вновь возникают при более высоких температурах, что меняет представления о поведении галлия. Оказалось, что значительное увеличение энтропии при плавлении галлия освобождает атомы, что является ключевым моментом обоснования его низкой температуры плавления.

## Получение
Для получения металлического галлия чаще используют редкий минерал галлит CuGaS2 (смешанный сульфид меди и галлия). Его следы постоянно встречаются со сфалеритом, халькопиритом и германитом. Значительно бо́льшие его количества (до 1,5 %) были обнаружены в золе некоторых каменных углей. Однако основным источником получения галлия служат растворы глинозёмного производства при переработке боксита (обычно содержащие незначительные его примеси (до 0,1 %)) и нефелина. Галлий также можно получить с помощью переработки полиметаллических руд, угля.
Извлекается он электролизом щелочных жидкостей, являющихся промежуточным продуктом переработки природных бокситов на технический глинозём. Концентрация галлия в щелочном алюминатном растворе после разложения в процессе Байера: 100—150 мг/л, по способу спекания: 50—65 мг/л. По этим способам галлий отделяют от большей части алюминия карбонизацией, концентрируя в последней фракции осадка. Затем обогащённый осадок обрабатывают известью, галлий переходит в раствор, откуда черновой металл выделяется электролизом. Загрязнённый галлий промывают водой, после этого фильтруют через пористые пластины и нагревают в вакууме для того, чтобы удалить летучие примеси. Для получения галлия высокой чистоты используют химический (реакции между солями), электрохимический (электролиз растворов) и физический (разложение) методы.
В очень чистом виде (99,999 %) он был получен путём электролитического рафинирования, а также восстановлением водородом тщательно очищенного GaCl3.
Галлий является побочным продуктом в производстве алюминия. В 2024 году в Сибирском федеральном университете (СФУ) был предложен метод получения галлия из отходов производства алюминия.
Добыча:
мировое потребление галлия на 2023 год составит около 100 т галлия, на сумму около 432 млн долл.
По оценкам, КНР обеспечивает до 98 % мирового производства галлия.

## Основные соединения
- Ga2H6 — летучая жидкость, tпл −21,4 °C, tкип 139 °C. В эфирной суспензии с гидридом лития или гидридом таллия образует соединения LiGaH4 и TlGaH4 (тетрагидридогаллаты). Образуется в результате обработки тетраметилдигаллана триэтиламином. Имеются банановые связи, как и в диборане.
- Ga2O3 — белый или жёлтый порошок, tпл 1795 °C. Существует в виде двух модификаций: α-Ga2О3 — бесцветные тригональные кристаллы с плотностью 6,48 г/см³, малорастворимые в воде, растворимые в кислотах; β-Ga2О3 — бесцветные моноклинные кристаллы c плотностью 5,88 г/см³, малорастворимые в воде, кислотах и щелочах. Получают нагреванием металлического галлия на воздухе при 260 °C или в атмосфере кислорода, или прокаливанием нитрата или сульфата галлия. ΔH°298(обр) −1089,10 кДж/моль; ΔG°298(обр) −998,24 кДж/моль; S°298 84,98 Дж/моль·K. Проявляют амфотерные свойства, хотя осно́вные свойства, по сравнению с алюминием, усилены:

{\displaystyle {\mathsf {Ga_{2}O_{3}+6HCl\rightarrow 2GaCl_{3}+3H_{2}O}}}
{\displaystyle {\mathsf {Ga_{2}O_{3}+2NaOH+3H_{2}O\rightarrow 2Na[Ga(OH)_{4}]}}}
{\displaystyle {\mathsf {Ga_{2}O_{3}+Na_{2}CO_{3}\rightarrow 2NaGaO_{2}+CO_{2}}}}
- Ga(OH)3 — выпадает в виде желеобразного осадка при обработке растворов солей трёхвалентного галлия гидроксидами и карбонатами щелочных металлов (pH 9,7). Растворяется в концентрированном аммиаке и концентрированном растворе карбоната аммония, при кипячении осаждается. Нагреванием гидроксид галлия можно перевести в GaOOH, затем в Ga2O3·H2O, и, наконец, в Ga2O3. Можно получить гидролизом солей трёхвалентного галлия.
- GaF3 — белый порошок с tпл >950 °C, tкип 1000 °C , плотностью 4,47 г/см³. Малорастворим в воде. Известен кристаллогидрат GaF3·3Н2O. Получают нагреванием оксида галлия в атмосфере фтора.
- GaCl3 — бесцветные гигроскопичные кристаллы с tпл 78 °C, tкип 215 °C, плотностью 2,47 г/см³. Хорошо растворим в воде. В водных растворах гидролизуется. Применяется в качестве катализатора в органических синтезах. Безводный GaCl3, подобно AlCl3, дымит на влажном воздухе[источник не указан 4255 дней].
- GaBr3 — бесцветные гигроскопичные кристаллы с tпл 122 °C, tкип 279 °C, плотностью 3,69 г/см³. Растворяется в воде. В водных растворах гидролизуется. В аммиаке малорастворим. Получают непосредственно из элементов.
- GaI3 — гигроскопичные светло-жёлтые иглы с tпл 212 °C, tкип 346 °C, плотностью 4,15 г/см³. Гидролизуется тёплой водой. Получают непосредственно из элементов.
- Ga2S3 — жёлтые кристаллы или белый аморфный порошок с tпл 1250 °C и плотностью 3,65 г/см³. Взаимодействует с водой, при этом полностью гидролизуется. Получают взаимодействием галлия с серой или сероводородом.
- Ga2(SO4)3·18H2O — бесцветное, хорошо растворимое в воде вещество. Получается при взаимодействии галлия, его оксида и гидроксида с серной кислотой. С сульфатами щелочных металлов и аммония легко образует квасцы, например, KGa(SO4)2·12Н2О.
- Ga(NO3)3·8H2O — бесцветные, растворимые в воде и этаноле кристаллы. При нагревании разлагается с образованием оксида галлия(III). Получается действием азотной кислоты на гидроксид галлия.

## Применение
Галлий до́рог, в 2005 году на мировом рынке тонна галлия стоила 1,2 млн долларов США. В связи с высокой ценой и с большой потребностью в этом металле очень важно наладить его полное извлечение при алюминиевом производстве и переработке каменных углей в жидкое топливо. Около 97 % мирового производства галлия идёт на различные полупроводниковые соединения.

### Применение металлического галлия
Галлий имеет ряд сплавов, жидких при комнатной температуре (так называемых галлам), и один из его сплавов имеет температуру плавления −19 °C (галинстан, эвтектика In-Ga-Sn). Галламы применяются для замены токсичной ртути в качестве жидких затворов вакуумных аппаратов и диффузионных растворов, в качестве смазок при соединении кварцевых, стеклянных и керамических деталей. С другой стороны, галлий (сплавы в меньшей степени) весьма агрессивен к большинству конструкционных материалов (растрескивание и размывание сплавов при высокой температуре). Например, по отношению к алюминию и его сплавам галлий является мощным понизителем прочности, (см. адсорбционное понижение прочности, эффект Ребиндера). Это свойство галлия было продемонстрировано и детально изучено П. А. Ребиндером и Е. Д. Щукиным при контакте алюминия с галлием или его эвтектическими сплавами (жидкометаллическое охрупчивание). Кроме того, смачивание алюминия плёнкой жидкого галлия вызывает его стремительное окисление, подобно тому, как это происходит с алюминием, амальгамированным ртутью. Галлий растворяет при температуре плавления около 1 % алюминия, который достигает внешней поверхности плёнки, где мгновенно окисляется воздухом. Оксидная плёнка на жидкой поверхности неустойчива и не защищает от дальнейшего окисления.
Галлий и его эвтектический сплав с индием используется как теплоноситель в контурах реакторов.
Галлий может использоваться как смазочный материал и как покрытие зеркал специального назначения. На основе галлия и никеля, галлия и скандия созданы важные в практическом плане металлические клеи.
Металлическим галлием также заполняют кварцевые термометры (вместо ртути) для измерения высоких температур. Это связано с тем, что галлий имеет значительно более высокую температуру кипения по сравнению со ртутью.
Галлий-плутониевый сплав (с содержанием галлия порядка 3—3,5 ат.%) используется в плутониевых ядерных бомбах для стабилизации кристаллической структуры плутония в дельта-фазе в широком диапазоне температур. Кроме того, добавка галлия повышает коррозионную стойкость плутония и почти обнуляет его температурный коэффициент расширения; при этом, в отличие от алюминия, галлий имеет низкое сечение (α, n)-реакции. В частности, бомба «Толстяк», сброшенная на Нагасаки, содержала плутоний, стабилизированный галлием.
Из-за низкой температуры плавления слитки галлия рекомендуется транспортировать в пакетах из полиэтилена, который плохо смачивается жидким галлием.

### Применение галлия в полупроводниковой промышленности
Галлий входит в состав полупроводниковых материалов в виде бинарных соединений типа III—V, а также гетероструктур на их основе
Арсенид галлия GaAs активно используется в сверхвысокочастотной электронике для создания высокочастотных транзисторов, в особенности транзисторов с высокой подвижностью (HEMT) и микроволновых монолитных интегральных схем (MMIC) на их основе, а также в некоторых светодиодов, в том числе лазерных
Нитрид галлия GaN используется в создании полупроводниковых лазеров и светодиодов, ультрафиолетового и фиолетового излучения. На основе гетероструктуры, состоящей из нитрида галлия, в которой один слой легирован индием, InGaN, производятся высокоэффективные синие, фиолетовые и зелёные светодиоды. Кроме того, производятся белые светодиоды путём покрытия синих светодиодов люминофором, являющиеся эффективным источником света. Такие светодиоды широко используются для освещения.
Помимо оптоэлектроники, нитрид галлия так же используется в силовой электронике для создания мощных быстродействующих транзисторов, а также сверхвысокочатотных мощных HEMT-транзисторов в составе MMIC. Нитрид галлия обладает превосходными химическими и механическими свойствами, типичными для всех нитридных соединений.
Для светодиодов, полупроводниковых лазеров и других приложений оптоэлектроники и фотовольтаики используются и другие полупроводниковые соединения галлия типа AIIIBV: нитрид индия-галлия, арсенид индия-галлия, нитрид индия-галлия-алюминия, антимонид галлия, арсенид-фосфид галлия, арсенид-антимонид-фосфид индия-галлия, фосфид галлия, арсенид алюминия-галлия и многие другие.
Кроме соединений III—V, полупроводниковыми свойствами обладает оксид галлия(III), ведутся исследования по его применению в силовой и оптоэлектронике.

### Другие применения соединений галлия
Оксид галлия входит в состав ряда важных лазерных материалов группы гранатов — ГСГГ (гадолиний-скандий-галлиевый гранат), ИСГГ (иттрий-скандий-галлиевый гранат) и др.
Лангасит (LGS, силикат лантана-галлия) используется как пьезоматериал.
Изотоп галлий-71, составляющий в природной смеси изотопов около 39,9 %, является материалом для регистрации нейтрино. Использование его в качестве детектора нейтрино способно повысить чувствительность регистрации в 2,5 раза.

### В медицине
В медицине галлий используется для торможения потери костной массы у онкологических больных и для быстрой остановки кровотечения из глубоких ран, не вызывая образование тромбов. Также галлий является мощным антибактериальным средством и ускоряет заживление ран.

## Биологическая роль
Не играет биологической роли.
Контакт кожи с галлием приводит к тому, что сверхмалые дисперсные частицы металла остаются на ней. Внешне это выглядит как серое пятно. При попытке убрать его размазывается ещё сильнее. Лучший способ убрать пятна с рук или поверхности — воспользоваться жидким мылом.
Галлий малотоксичен по одним сведениям, высокотоксичен — по другим. Клиническая картина отравления: кратковременное возбуждение, затем заторможенность, нарушение координации движений, адинамия, арефлексия, замедление дыхания, нарушение его ритма. На этом фоне наблюдается паралич нижних конечностей, далее — кома, смерть. Ингаляционное воздействие галлий-содержащего аэрозоля в концентрации 50 мг/м³ вызывает у человека поражение почек, равно как и внутривенное введение 10—25 мг/кг солей галлия. Отмечается протеинурия, азотемия, нарушение клиренса мочевины.